# National Board of Review Awards 1952
La 24ª edizione dei National Board of Review Awards si è tenuta il 29 dicembre 1952.

## Classifiche

### Migliori dieci film
- Luci della ribalta (Limelight), regia di Charlie Chaplin
- Cantando sotto la pioggia (Singin' in the Rain), regia di Stanley Donen e Gene Kelly
- Un uomo tranquillo (The Quiet Man), regia di John Ford
- Il prezzo del dovere (Above and Beyond), regia di Melvin Frank e Norman Panama
- Le nevi del Chilimangiaro (The Snows of Kilimanjaro), regia di Henry King
- Operazione Cicero (Five Fingers), regia di Joseph L. Mankiewicz
- L'amore più grande (My Son John), regia di Leo McCarey
- Il bruto e la bella (The Bad and the Beautiful), regia di Vincente Minnelli
- La spia (The Thief), regia di Russell Rouse
- Mezzogiorno di fuoco (High Noon), regia di Fred Zinnemann

### Migliori film stranieri
- La bellezza del diavolo (La beauté du diable), regia di René Clair
- Giochi proibiti (Jeux interdits), regia di René Clément
- Ali del futuro (The Sound Barrier), regia di David Lean
- Lo scandalo del vestito bianco (The Man in the White Suit), regia di Alexander Mackendrick
- Where No Vultures Fly, regia di Harry Watt

## Premi
- Miglior film: Un uomo tranquillo (The Quiet Man), regia di John Ford
- Miglior film straniero: Ali del futuro (The Sound Barrier), regia di David Lean
- Miglior attore: Ralph Richardson (Ali del futuro - Oltre la barriera del suono)
- Miglior attrice: Shirley Booth (Torna piccola Sheba!)
- Miglior regista: David Lean (Ali del futuro - Oltre la barriera del suono)